# اچ‌ام‌اس نیوکاسل (دی۸۷)
اچ‌ام‌اس نیوکاسل (دی۸۷) (به انگلیسی: HMS Newcastle (D87)) یک کشتی بود که طول آن ۱۴٫۳ متر (۴۷ فوت) بود. این کشتی در سال ۱۹۷۵ ساخته شد.